# Basil Bhuriya
Basil Bhuriya SVD (ur. 8 marca 1956 w Panchjui, zm. 6 maja 2021 w Indore) – indyjski duchowny rzymskokatolicki, od 2015 do swojej śmierci w 2021 biskup Jhabua.

## Życiorys
Święcenia kapłańskie przyjął 5 maja 1986 w Zgromadzeniu Słowa Bożego. Po krótkim stażu wikariuszowskim został wicerektorem zakonnego seminarium w Indore, w 1992 zaś objął urząd jego rektora. W latach 1997–2002 kierował parafią w Dhar, a przez kolejne trzy lata był dyrektorem hostelu w Thandli. Od 2005 pracował jako proboszcz w Rajgarh, a w 2009 został przeniesiony na probostwo w Thandli. W latach 2011–2015 był także członkiem zakonnej rady prowincjalnej.
18 lipca 2015 papież Franciszek prekonizował go biskupem Jhabua. Sakry biskupiej udzielił mu 10 października 2015 abp Salvatore Pennacchio.
Zmarł w szpitalu w Indore 6 maja 2021, pochowany został następnego dnia na zakonnym cmentarzu w tymże mieście.